# 澤列尼揚卡 (克里若皮利區)
48°20′42″N 28°52′28″E / 48.34500°N 28.87444°E
澤列尼揚卡（烏克蘭語：Зеленянка），是烏克蘭的村落，位於該國西南部文尼察州，由圖利欽區負責管轄，始建於1800年，面積13.72平方公里，海拔高度232米，2001年人口664，人口密度每平方公里48.4人。